# As Bruxas
As Bruxas é uma telenovela brasileira exibida pela TV Tupi às 20h00 e 21h30, no período de 18 de maio a 12 de novembro de 1970. 
Foi escrita por Ivani Ribeiro, com a direção de Walter Avancini e Carlos Zara.
Dos 106 capítulos originalmente exibidos, apenas 2 foram preservados, estando sob a guarda da Cinemateca Brasileira.

## Trama
Um grupo de pessoas se reúne frequentemente para se auto-ajudar. Tentam, através de análise coletiva, eliminar os problemas umas das outras para viverem melhor. Esses problemas são as "bruxas", que atormentam cada um. No grupo está Renê, uma jovem que perdeu a memória no acidente que matou os pais, que e vive com os tios Otto e Dagmar, que ambicionam sua herança. Otto e Dagmar também são responsáveis pela doença mental de Stella, filha de Otto, apaixonada por Tito, que vai salvá-la quando a moça é internada num manicômio.
Os quarentões Vitor e Guilherme saem para paquerar jovens garotas, até que Vitor se apaixona por uma moça que ele não sabe ser filha do amigo. O comportamento de Guilherme também acaba com seu casamento com Flora, uma mulher que sempre viveu em função da família e decide recomeçar a vida. Para isso conta com o apoio do grupo de psicanálise e da amiga Teresa, que revela-se apaixonada por Guilherme.

## Elenco
- Nathalia Timberg - Dagmar / Olívia
- Walmor Chagas - Dr. César Mariano
- Cláudio Corrêa e Castro - Otto Wagner
- Maria Isabel de Lizandra - Renê
- Wálter Forster - Guilherme
- Carlos Zara - Vítor Varela
- Joana Fomm - Sofia
- Débora Duarte - Stella
- Tony Ramos - Tito
- Odete Lara - Flora
- Maria Della Costa - Teresa
- Lima Duarte - Michel Martin
- Lélia Abramo - Dona Chiquinha
- Ivan Mesquita - Benjamim (Benja)
- Dennis Carvalho - Zé Luís
- José Parisi - Horácio
- Aracy Cardoso - Sabrina
- Marilu Martinelli - Nancy
- Osley Delamo - Criado
- Dirce Militello - Rúbia
- Homero Kossac - Fidel
- Kate Hansen - Vera (Verinha)
- Zanoni Ferrite - Amílcar
- Patrícia Mayo - Carmem
- Juan de Bourbon - Raul
- Haroldo Botta - Netinho
- Terezinha Cubana - Brigite
- Osvaldo Ávila - Marcelo
- Ana Maria Neumann - Dirce
- Suzana Maria Vieira
- Cecília Maciel

## Trilha sonora
- "From your side" - Marcello Minerbi
- "I tuoi sospiri" - Bruno Nicolai
- "Dialogo D'Amore" - Gian Piero Reverberi
- "Elsinore" - Luiz Enriquez
- "It Takes a Thief" - The Des Champ Orchestra
- "Sospendi il tempo" - Ennio Morricone
- "Plenilunio d'Agosto" - Gian Piero Reverberi
- "Con quale amore" - Riz Ortolani